# Csontos halak

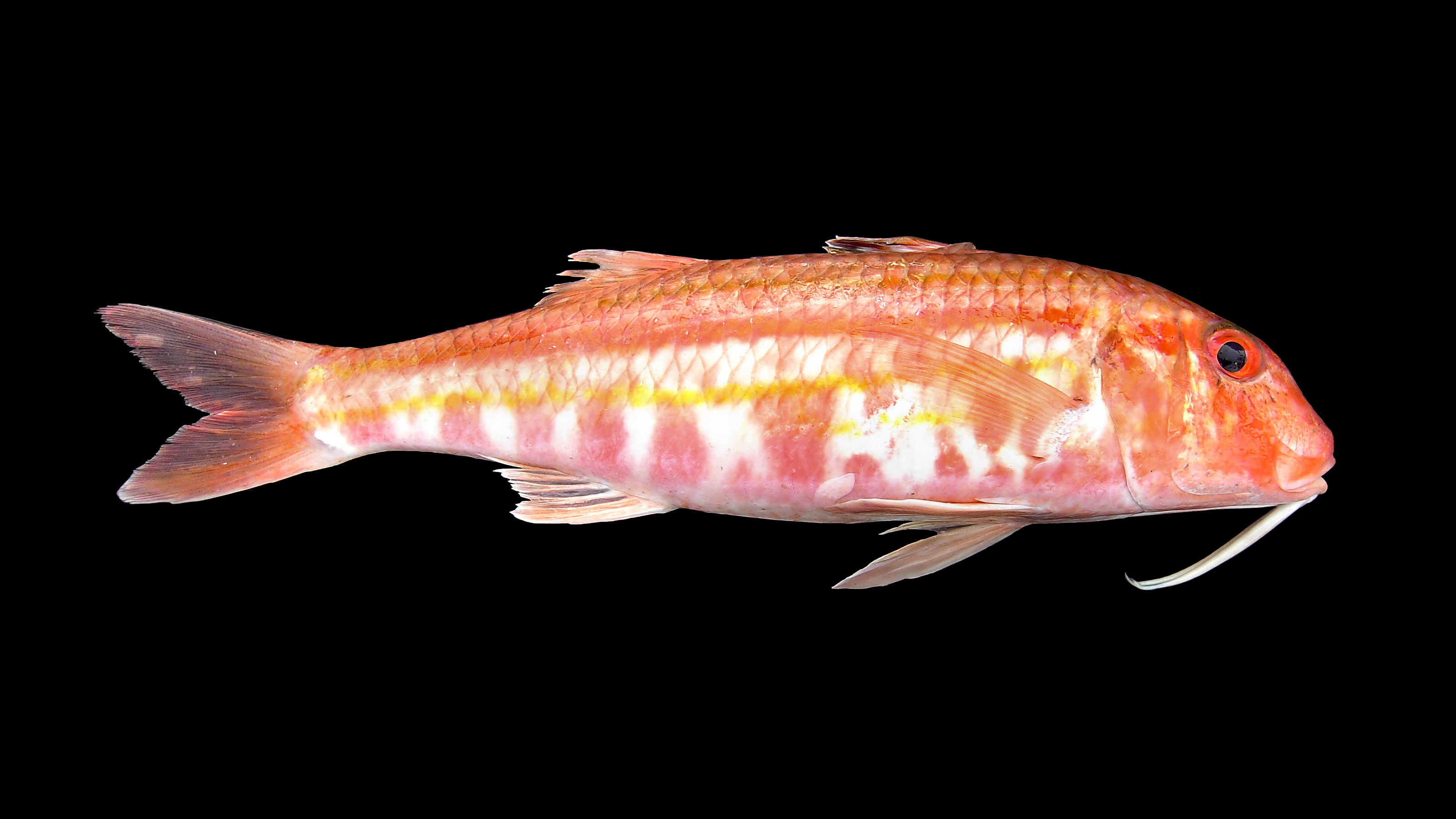
Mullus surmuletus

A csontos halak (Osteichthyes) a gerinchúrosok (Chordata) törzsének a gerincesek (Vertebrata) altörzsébe tartozó főosztály.

## Evolúció
A legrégebbi ismert csontos hal fosszíliák, az Andreolepis, a Lophosteus a szilurból ismertek, de egyes kutatók szerint ősi formáik már az ordovíciumban megjelenhettek. Az alsó devonban a csontos halak két fő vonala már jól elkülönült, a sugarasúszójú, illetve az izmosúszójú halakra. E két csoport különválása a késő szilurban, körülbelül 419 millió évvel ezelőtt történhetett. A szétválás egyik közös ősének fosszíliáit (átmeneti fosszília) 2008-ban fedezték fel a kínai Jünnan tartomány keleti részén (Guiyu oneiros Zhu Min, 2008). A fosszília furcsa kompromisszumok sorozata, egyaránt felismerhetők a megmaradt csontos váznak köszönhetően a sugarasúszójú halakhoz kötött rokonság, mint pleziomorf jelleg. Ezzel szemben egyedi hasonlóságot mutat az izmosúszójú halak közé tartozó ősi Choanata csoport belső orrnyílású csontos halaihoz. Emellett felfedezhetők rajta az a tövises őscápákhoz (Acanthodii), és páncélos őshalakhoz (Placodermi) kötött rokonsági viszonyok is – ez a hal úgy nézhetett ki, mint egy agyonpáncélozott és tüskékkel felvértezett lazac.

## Anatómia és fiziológia

### Mozgás
Legfontosabb ismérveik a többé-kevésbé elcsontosodó belső váz, az úszóhólyag és a kopoltyúfedő. Testüket ganoid, cikloid vagy ktenoid pikkelyek fedhetik, néha csupaszok. Egyes csoportjaik vázának felépítésében másodlagosan a porcos elemek dominálnak. Rendkívül népes és változatos alakú állatcsoport, a világtengerekben és az édesvizek minden típusában elterjedtek. Testi felépítésük, fiziológiájuk, táplálkozásuk, viselkedésük változatos, néhány jellegzetességük azonban szinte minden képviselőjükön megtalálható: most ezeket ismertetjük röviden.
Végtagjaik az úszók, amelyek közül a mell- és hasúszók párosak, a hát-, a farok- és a farok alatti úszó páratlan. Fejükön két szem, egy pár orr- és négy pár kopoltyúnyílás található. A kopoltyúkat csontos kopoltyúfedő takarja. A kopoltyúfedők aktív mozgatásával, az alattuk elhelyezkedő kopoltyúkon át lélegeznek. Különleges érzékszervük az oldalvonal, amely gyakran három sorban hosszanti pontsorként látható az állatok fején, és egy sorban folytatódik az oldal közepén elhelyezkedő pikkelysorok egyikén. Ez a szerv a köztakaró érzékelőbimbóinak halmaza, amelyekkel az állat a közeg elmozdulását, a nyomásváltozásokat, rezgéseket érzékeli. Fontos jellegzetességük az az előbél eredetű, gázzal telt úszóhólyag. Az állat képes változtatni a gáz mennyiségét, amivel megkönnyíti a függőleges irányú mozgást. Mivel a hal hangvezető képessége szinte azonos a vízével, a gázzal telt úszóhólyag részt vesz a víz rezgéseinek felfogásában. E rezgéseket a mi fülünkben található csontokhoz (üllő, kalapács, kengyel) igen hasonló funkciójú, de teljesen más eredetű Weber-csontocskák továbbítják a középfül felé. Újabb kutatások valószínűsítik, hogy az úszóhólyag egyfajta primitív, ősi tüdőből alakult ki.

### Táplálkozás, emésztés
A halak bélcsatornája a szájnyílással kezdődik. A száj belsejében levő fogak szerkezetükben megegyeznek a cápák bőrfogaival, s vagy lazán ülnek az ínyben, vagy szilárdan odanőttek a szájat határoló csontokhoz, csak kivételesen vannak fogmederszerű mélyedésben; ha elkoptak, újakkal pótoltatnak, csak a tüdőshalak fogazata állandó és nem pótoltatik. Az állkapcsokon kívül a szájüreget alkotó minden csonton is lehetnek fogak, igen gyakoriak a szájpadláson és az ekecsonton. A fogak alakja igen sokféle lehet. A ragadozó halaknak erős, néha mozgatható, kampós, hátrahajló fogófogaik vannak, apró lényekből táplálkozó halak fogai aprók és sűrűen állók, kefe- vagy bársonyfogazatot alkotva, a növényevő halaknak ék alakú és lapos őrlőfogaik vannak. Néha több fog összeolvadásából foglemezek keletkeznek, mint például a papagájhalakon. Fontos szerepet játszanak a garatfogak is, amelyek a 2-4. kopoltyúív felső végén és az 5. kopoltyúíven egymással szemben vannak elhelyezve és a táplálékot a garatba való belépésekor felaprítják.
Nem valódi fogak az úgynevezett kopoltyúfogak, vagy kopoltyútüskék, melyek a kopoltyúívek sorokban elhelyezett tüskeszerű kinövései, s mint a fésű fogai, elzárják a kopoltyúnyílásokat, hogy a lélegzővizzel bekerülő apró szervezeteket kiszűrjék a vízből. Ez a berendezés főleg olyan fajokon fejlett, melyek planktonszervezetekből élnek.
A szájnyílásból tölcséres garat vezet a gyomorba, amely azonban nem különül el mindig élesen, s gyakran nincs meg a gyomorban a sósavat és pepszint elválasztó jellemző mirigyeshám sem. Legtöbbször jól fejlett a gyomor végén egy gyűrűs záróizom, a gyomorcsukó (pylorus) van. A gyomor mögött kezdődik a középbél, melybe a máj és a hasnyálmirigy torkollik. Mindkettő jól fejlett; a máj rendesen több lebenyből áll, s van jól fejlett epehólyagja is, a hasnyálmirigy ellenben gyakran a májba, vagy a bél falába van beágyazva. Szorosan a gyomorcsukó mögött helyezkednek el sok halon a nyomóbélfüggelékek, néha csak kevés, néha, mint a makrahalalakúakban mintegy 200. Ujj alakú, vakbélszerű, üres, külső végükön zárt csövek ezek, melyek az emésztés és a folyékony táplálékpép felszívásának munkáját végzik. A csontos halak középbelének nyálkahártyája hálószerűen redőzött. A porcos halakon és a tokféléken, valamint a tüdőshalakon is, helyette csavarmenetes redő nyúlik be a bél belsejébe, mely a táplálékot a bélben hosszabb út megtevésére kényszeríti s így jobb kihasználását biztosítja. A középbél rövid, tág végbélben folytatódik, mely a csontos halakon külön nyílik, a porcos halakon ellenben kloákát alkotva, a kiválasztó és az ivarszervekkel közös nyílása van. A bél hossza a tápláléktól függ és igen különböző lehet: mint általában, úgy itt is, a növényi táplálékkal élők bélcsatornája hosszabb, gyakran sokszorosan hurkolt, a húsevők bele ellenben rövid és egyenes lefutású.
A halakat, a rájuk jellemző táplálkozásuk alapján a halbiológusok igyekeznek csoportokba sorolni, több-kevesebb sikerrel. " ...a biológiai jelenségek sokkal bonyolultabbak annál, semhogy beskatulyázhatók lennének" (Gyurkó, 1983). Ezek a felosztások nem fedik a valóságot, hiszen a legtöbb halfaj vegyes táplálkozású, ugyanakkor a békés halak bármikor áttérhetnek a ragadozó életmódra és viszont, a ragadozó halak zooplankton-, sőt akár bentoszfogyasztókká is válhatnak. 
- ragadozó halak (carnivore)
- békés halak (herbivore)
  - mindenevők (pl. pontyalakúak)
  - kemény növényi részeket fogyasztók (pl. amur)
  - algákat és lágy növényzetet fogyasztók (pl. vörösszárnyú keszeg)
  - fitoplankton-fogyasztók (pl. fehér busa)
  - zooplankton-fogyasztók (pl. pettyes busa)
  - növényi bevonat (perifiton) fogyasztók (pl. paduc)
  - növényi törmelék (detritusz) fogyasztók (pl. szivárványos ökle)
  - fenékfauna (bentosz) fogyasztók (pl. ponty, dévérkeszeg, compó, kecsege)
    - epifág fajok, amelyek a vízfenék felszínén élő állatokkal táplálkoznak
    - infág fajok, amelyek az iszapban élő állatokat kedvelik
- táplálkozási specialisták
  - gyümölcsevők (pl. Colossoma bidens)
  - rovarevők (pl. lövőhalfélék)
  - dögevők (pl. Loricariidae)
  - apró emlősöket és madarakat fogyasztók: (pl. csontosnyelvűhal-félék, Hydrolycus scomberoides, Rhaphiodon vulpinus)
  - élősködők (pl. kandiru)
  - tisztogatóhalak, élősködőket evők (pl. Labroides dimidiatus, Echeneis naucrates)
  - korallevők (pl. papagájhalfélék)
  - hámevők (pl. Garra rufa, Cyprinion macrostomus)[1]

Megkülönböztetünk fő, mellék, alkalmi és szükségtáplálékot, ami halfajonként és élőhelyenként is változik. A fajra jellemző táplálkozásmódot a fej formája és a szájnyílás elhelyezkedése, illetve nagysága alapján egyszerűen megítélhetjük. A békés halak szájnyílása felső, alsó vagy végállású és viszonylag kicsi. A ragadozók szájnyílása nagy, mélyen hasított, szájüregükben gyökér nélküli, úgynevezett ránőtt fogak találhatók. A harcsa szájában sok egyforma, de kicsi fog van (kefefogazat), míg a csukának és a süllőnek sok kicsi foga mellett néhány nagy, igen erős foga is van (ebfogazat). Sok fajnál az ajkak környékén bajusz-szálak, speciális ízlelő és tapintószervek segítik a táplálék megkeresését és felvételét. A halak szájüregében valódi nyelv nem alakult ki, viszont a szájfenéken lehetnek a nyelvvel nem homológ kinövések, amelyek igen hosszúak és mozgékonyak.
Nem csupán a ragadozó halaknak, hanem a kisebb zsákmányállatokat fogyasztóknak, sőt a növényevőknek is lehetnek fogaik. A fogazat a táplálék megragadására és nem megőrlésére, vagy annak felaprítására szolgál. Az állkapocsban ülő fogak száma és az egyes fogak mérete jelentősen különbözik (Cichlidae). Ezek a különbözőségek rendszertani kategóriánként változik, így határozásra alkalmas bélyegek. Viszont a békés halakon, például a pontyfélék utolsó kopoltyúívén (garatcsonton) található egy sajátságos csont, vagy csontpár, amelyen a fajra jellemző alakú garatfogak ülnek, egy, kettő vagy három sorban. Feladatuk a táplálék durva aprítása és továbbítása a gyomorba. Elrendeződésüket számszerűen a garatfogképlet fejezi ki, amely az egyik legbiztosabb fajhatározó képlet. Például:
- ponty (Cyprinus carpio): 1.1.3. - 3.1.1.
- bodorka Rutilus rutilus: -.-.5. - 5.-.-.

A halak előbél szakasza (száj, garat, nyelőcső) rövid. Ragadozó halaknál a tágulékony, zsákszerű gyomorba jut a táplálék, ahol megkezdődik az emésztés. A gyomornedv sósavat és pepszint tartalmaz, pH-ja 3-5, erősen savas. Az emésztést és a felszívódást egyes fajoknál a gyomorhoz csatlakozó pilórusz-függelékek segítik.
A békés halaknak nincs gyomra, illetve ez közvetlenül összekapcsolódik a középbéllel, ezért e két szerv náluk nem különíthető el. Náluk közvetlenül a garat után a bélcsatorna következik. A középbél és a vastagbél mikrószkópikusan szintén nem különíthetőek el. A bélnyálkahártya és a hasnyálmirigy enzimjei 6,7-7,7-es pH-érték mellett bontják a fehérjéket (tripszin, erepszin), a zsírokat (lipáz) és a szénhidrátokat (amiláz és maltáz). A zsíremésztést a máj termelte epe segíti. A közép- és utóbél a ragadozó és a békés halaknál hasonló felépítésű, de a békés halak bélcsatornája hosszabb, általában kettős S alakú és tekervényesebb mint a ragadozóké.
A bélcsatorna: testhossz arány a ragadozóknál 0,7-1,5, a mindenevőknél 2-3 között, míg a főleg növényeket és szerves törmeléket fogyasztó fajoknál 2-10 között alakul. A vitaminok és ásványi anyagok hiánya a táplálékban ugyanúgy hiánybetegségek kialakulásához vezet, mint emlős háziállatainknál. Hagyományos, tógazdasági technológiánál ez nem következik be, de az intenzív halhús termelő rendszerekben (pl. pisztrángnál) a komplett tápok nélkülözhetetlenek.
A csontos halakat megnövekedett táplálkozási hatékonyság jellemzi, amely az állkapcsuk szervezettségének növekedésével magyarázható, úgymint a mozgatható ízületek és csontok, valamint az izmok számbeli és méretbeli növekedése a zsiger és agykoponyában. Ennek eredménye a kiölthető alsó állkapocs, mely erős és irányított szívó táplálkozást tesz lehetővé. A mozgatható ízületek lehetővé teszik a szájüreg nagy tágulékonyságát, így a víznyomás nem taszítja el a hal szájától a megközelített táplálékot, hanem a nagy szájüregnek köszönhetően létrejött szívóerővel a hal beszippantja azt. A ragadozó halaknál a táplálék megfogását megelőző pillanatban a száj kiöltésével a megfogás ideje így 39-89%-kal csökken. A mozgatható állkapocs számos kifinomult mozgásra ad lehetőséget, így a halak szája fontos fogóeszközzé vált (mint pl. az embernek a keze). Ennek köszönhetően a halak számos ökológiai fülkét foglaltak el, és szinte minden vízi életteret meghódítottak.
Az elfogyasztott élelem energiájának egy része annak megkeresésére, egy része alapanyagcserére, más része szövetregenerációra fordítódik, egy része kiválasztódik és csak a fennmaradó energiahányad szolgálja a tömeggyarapodást eredményező növekedést. A táplálékkal felvett energia hasznosulásának útja tehát a magasabb rendű gerincesekéhez hasonló, az emészthető és főleg a metabolizálható energia aránya azonban a meleg vérű állatokhoz képest kedvezőbben alakul.

### Szaporodás
Szaporodásuk (egyes elevenszülő fajoktól eltekintve) külső megtermékenyítésű. Általában nagyon sok petét (ikrát) raknak. Az ikrák számával fordítottan arányos az ivadékgondozás mértéke.

## Rendszerezés
A főosztályba az alábbi osztályok, alosztályok tartoznak:
- sugarasúszójú halak (Actinopterygii)
  - porcos vérteshalak (Chondrostei)
  - újúszójúak (Neopterygii)

- izmosúszójú halak (Sarcopterygii vagy Crossopterygii)
  - bojtosúszójú halak (Coelacanthimorpha)
    - bojtosúszójúhal-alakúak (Coelacanthiformes)

  - tüdőshalak (Dipnoi)
    - tüdőshalalakúak (Ceratodontiformes)
    - gőtehalalakúak (Lepidosireniformes)

  - Tetrapodomorpha
    - négylábúak (Tetrapoda)